# Стадион Мала Маракана
Стадион Мала Маракана је фудбалски стадион из Зубиног Потока на коме своје утакмице игра Фудбалски Клуб Мокра Гора и тај стадион има капацитет око 500 места.